# Stöcken (Hennef)
Stöcken ist ein Ortsteil von Kurenbach in der Stadt Hennef (Sieg).

## Lage
Der ehemalige Weiler liegt im Süden von Kurenbach im Hanfbachtal.

## Geschichte
1910 gab es in Stöcken die Haushalte Witwe Heinrich Brenner, Steinbrucharbeiter Peter Bröhl, Tagelöhner Peter Kaus und Witwe Peter Vester. Damals gehörte der Weiler zur  Gemeinde Geistingen.